# Михаел II фон Вертхайм
Михаел II фон Вертхайм (на немски: Michael II von Wertheim; * ок. 1450; † 24 март 1531) е граф на Вертхайм-Бройберг.

## Произход
Той е най-възрастният син на граф Вилхелм I фон Вертхайм (1421 – 1482) и съпругата му Агнес фон Изенбург-Бюдинген (1448 – 1497), дъщеря на граф Дитер I фон Изенбург-Бюдинген († 1461) и Елизабет фон Золмс-Браунфелс († 1451).
Михаел II умира на 24 март 1531 г. и е погребан в Зандбах.

## Фамилия
Михаел II се жени за Барбара фон Еберщайн (* ок. 1450/1452; † 1 август 1529), дъщеря на граф Йохан III фон Еберщайн (1421 – 1479) и Мерге Мария фон Еверщайн/Епщайн († 1461/1463). Те имат децата:
- Урсула († сл. 1534)
- Мария фон Вертхайм (1485 – 1536), омъжена на 7 август 1503 г. за граф Еберхард XI фон Ербах (1475 – 1539)
- Марта фон Вертхайм (1485 – 1541), омъжена на 25 юли 1518 г. за граф Волфганг I фон Кастел (1482 – 1546)
- Георг II (1487 – 1530), граф на Вертхайм-Бройберг
- Вандала († 1555)
- Магдалена († сл. 1531)